# Stan (プログラミング言語)
Stan（スタン）は、C++で書かれた統計的推論のための確率的プログラミング言語。
Stan言語では、対数確率密度関数を計算する命令型プログラムを使用して、（ベイジアン） 統計モデルを実装できる。  
アンドリュー・ゲルマンらによって開発され、
モンテカルロ法の先駆者であるスタニスワフ・ウラムにちなんで名付けられた。
BSDライセンスの下でライセンスされている。

## インターフェース
Stanにはいくつかのインターフェースからアクセスできる。 
- RStan - R言語との統合。アンドリュー・ゲルマンらによってメンテナンスされている。
- PyStan - Pythonとの統合。
- CmdStan - Unixシェルのコマンドライン実行可能ファイル。
- MatlabStan - MATLAB数値計算環境との統合。
- Stan.jl - Juliaとの統合。
- StataStan - Stataとの統合。
- MathematicaStan - Mathematicaとの統合。
- ScalaStan - Scalaとの統合

## アルゴリズム
Stanは、ベイジアン推論のための勾配ベースのマルコフ連鎖モンテカルロ法 （MCMC法）アルゴリズム、近似ベイズ推論のための確率論的勾配ベース変分ベイズ法 、およびペナルティ付き最尤推定のための勾配ベース最適化を実装している。 
- MCMC法のアルゴリズム： 
  - No-U-Turn Sampler[1][2][4]（NUTS）：HMC法の変法であり、StanのデフォルトのMCMCエンジンとなっている。
  - ハミルトニアン・モンテカルロ法 （HMC法）
- 変分推論アルゴリズム： 
  - ブラックボックス変分推論[5]
- 最適化アルゴリズム： 
  - 制限付きメモリBFGS （Stanのデフォルトの最適化アルゴリズム）
  - Broyden–Fletcher–Goldfarb–Shannoアルゴリズム
  - 古典的な標準誤差の推定値と近似ベイズ後置子に対するラプラスの方法

## 活用例
スタンは、社会科学、医薬品統計、市場調査、医用画像などの分野で使用されている。